# North West Durham

La circonscription dans le comté de Durham.

La circonscription de North West Durham est une circonscription électorale anglaise située dans le comté de Durham et représentée à la Chambre des communes du Parlement britannique.